# Mauricio Isla
Mauricio Aníbal Isla (Buin, 12. lipnja 1988.) čileanski je nogometaš koji trenutačno igra za Colo-Colo. Također je čan čileanske nogometne reprezentacije.
Isla je vezni igrač i u veznome redu može igrati na svim pozicijama, no isto tako može igrati i na svim obrambenim pozicijama.

## Klupska karijera

### Početci
Isla je svoju karijeru započeo u mlađim uzrastima Universidad Católice kada je igrao na mjestu napadača. Kako nije bio dovoljno visok, preselio je u obranu jer je Catolici nedostajalo kvalitetnih mladih obrambenih igrača. Isla je igrao vrlo dobro na novoj poziciji te je zaslužio poziv za prvu momčad 2006. godine no nikada nije odigrao službenu utakmicu za svoj tadašnji klub.

### Udinese
Isla je imao zapaženu ulogu 2007. godine na ljetnom U-20 svjetskom prvenstvu u Kanadi te ga je talijanski Udinese odlučio dovesti u svoje redove. Mauricio je potpisao petogodišnji ugovor s talijanskim prvoligašem. Na profesionalnoj utakmici debitirao je za udinese 19. prosinca 2007. godine u utakmici Coppa Italie protiv Palerma, u utakmici koja je završila 1-1. U prvim utakmicama za Udinese igrao je na poziciji lijevog i desnog bočnog, a povremeno je odlazio i na krilne pozicije ili u sredinu veznoga reda.
Nakon što je Simone Pepe napustio Udinese i otišao u Juventus, Isla je često igrao kao desno krilo u 3–5–2 formaciji, a Udinese je te sezone zauzeo vrlo dobro 4. mjesto. U sezoni 2011./12. igrao je kao desni vezni u formaciji 4–1–4–1 ili 4–4–1–1, a po prvi puta je tako igrao protiv Arsenala u kvalifikacijama za Ligu prvaka.

### Juventus
Dana 15. lipnja 2012. Juventus je objavio da je Isla prošao liječničke preglede te da će postati član torinskog kluba za sezonu 2012./13. Isla je u Juventus došao zajedno sa suigračem iz Udinesea, Kwadwom Asamoahom. Čileanac je bio sretan što će napokon dobiti priliku igrati u Ligi prvaka, a i dijeliti svlačionicu sa suigračem iz reprezentacije, Arturom Vidalom, no sezone u Juventusu nije bila previše dobra te je Isla ušao u sezonu s ozljedom koju je vukao iz Udinesea, no ni nakon te ozljede se nije najbolje snašao u novome okruženju. 19. rujna 2012. je debitirao u Ligi prvaka kada je u 77. minuti utakmice protiv Chelseaja na Stamford Bridgeu zamijenio Stephana Lichtsteinera. U 2015./16. sezoni je Isla bio na posudbi u francuskom Olympique de Marseilleu.

### Cagliari
Isla je postao novi igrač Cagliarija, potvrdio je klub na službenoj stranici u kolovozu 2016. godine. Isla je došao iz Juventusa, a odšteta je bila oko 4,5 milijuna eura.

### Fenerbahçe
Nakon godinu dana u Cagliariju, Isla je potpisao višegodišnji ugovor s turskim Fenerbahçeom.

## Reprezentativna karijera
Novi čileanski izbornik, Marcelo Bielsa pozvao je Islu po prvi puta za seniorsku reprezentaciju na utakmici protiv Švicarske u rujnu 2007. Dobrom igrom zaslužio je još jedan poziv i to za prijateljsku utakmicu protiv Izraela. Prvu službenu utakmicu za Čile odigrao je u kvalifikacijama za svjetsko prvenstvo u JAR-u u ožujku 2009. kada je započeo utakmicu protiv Perua. 
U utakmici protiv Urugvaja Isla je zaradio isključenje nakon samo 33 minute i dva zarađena žuta kartona. Na svjetskome prvenstvu 2010. započeo je od prve minute u sve četiri čileanske utakmice.

### Reprezentativni golovi
| 1                                                                              | 7. rujan 2010.   | Valerij Lobanovs'kyj Dinamo Stadion, Kijev, Ukrajina | Ukrajina   | 2:1 | 2:1 | prijateljska       |
| 2                                                                              | 2. rujan 2011.   | AFG Arena, St. Gallen, Švicarska                     | Španjolska | 0:1 | 3:2 | prijateljska       |
| 3                                                                              | 24. lipnja 2015. | Estadio Nacional, Santiago, Čile                     | Urugvaj    | 1:0 | 1:0 | Copa América 2015. |
| 4                                                                              | 9. lipnja 2017.  | VEB Arena, Moskva, Rusija                            | Rusija     | 1:0 | 1:1 | prijateljska       |
| * Nastupi i (golovi) u reprezentaciji zadnji su put ažurirani 23. srpnja 2017. |                  |                                                      |            |     |     |                    |

## Trofeji
Juventus
- Serie A: 1

2012./13.
- Talijanski Superkup: 1

2012.

## Vanjske poveznice
- Profil na Transfermarktu
- Profil na Soccerwayu